# HMGN5
HMGN5 (англ. High mobility group nucleosome binding domain 5) – білок, який кодується однойменним геном, розташованим у людей на довгому плечі X-хромосоми. Довжина поліпептидного ланцюга білка становить 282 амінокислот, а молекулярна маса — 31 525.
| 10         |  | 20         |  | 30         |  | 40         |  | 50         |
| ---------- |  | ---------- |  | ---------- |  | ---------- |  | ---------- |
| MPKRKAAGQG |  | DMRQEPKRRS |  | ARLSAMLVPV |  | TPEVKPKRTS |  | SSRKMKTKSD |
| MMEENIDTSA |  | QAVAETKQEA |  | VVEEDYNENA |  | KNGEAKITEA |  | PASEKEIVEV |
| KEENIEDATE |  | KGGEKKEAVA |  | AEVKNEEEDQ |  | KEDEEDQNEE |  | KGEAGKEDKD |
| EKGEEDGKED |  | KNGNEKGEDA |  | KEKEDGKKGE |  | DGKGNGEDGK |  | EKGEDEKEEE |
| DRKETGDGKE |  | NEDGKEKGDK |  | KEGKDVKVKE |  | DEKEREDGKE |  | DEGGNEEEAG |
| KEKEDLKEEE |  | EGKEEDEIKE |  | DDGKKEEPQS |  | IV         |  |            |

A: Аланін

D: Аспарагінова кислота

E: Глутамінова кислота

G: Гліцин

I: Ізолейцин

K: Лізин

L: Лейцин

M: Метіонін

N: Аспарагін

P: Пролін

Q: Глутамін

R: Аргінін

S: Серин

T: Треонін

V: Валін

Кодований геном білок за функціями належить до регуляторів хроматину, фосфопротеїнів. 
Задіяний у таких біологічних процесах, як транскрипція, регуляція транскрипції. 
Білок має сайт для зв'язування з ДНК. 
Локалізований у ядрі.